# Amoris Laetitia
Amoris Laetitia, latin Kärlekens glädje, är en apostolisk uppmaning, promulgerad av påve Franciskus den 19 mars 2016. Dokumentet summerar de två synoderna om familjen som påve Franciskus sammankallade den 5–19 oktober 2014 och den 4–25 oktober 2015.
Den engelskspråkiga utgåvan består av drygt 250 sidor med nära 400 fotnoter. Påven citerar bland annat tidigare påvars skrifter, Andra Vatikankonciliets dokument, regionala biskopskonferenser samt Thomas av Aquino. Dokumentet innehåller även vad som anses vara den första skriftliga referensen av en påve till en film – Babettes gästabud. Påven hänvisar därutöver till verk av Jorge Luis Borges, Octavio Paz, Antonin Sertillanges, Gabriel Marcel och Mario Benedetti.
Amoris Laetitia har orsakat kontroverser. Den 19 september 2016 skrev fyra kardinaler — Walter Brandmüller, Raymond Burke, Carlo Caffarra och Joachim Meisner — ett brev till påven och bad honom att klargöra vissa formuleringar i dokumentet, i synnerhet frågan om att ge kommunionen till katoliker som har skilt sig och gift om sig borgerligt.
Amoris Laetitia har utgivits på svenska med titeln Glädjen att älska (ISBN 978-91-87389-30-6).

### Webbkällor
- McElwee, Joshua J. (8 april 2016). ”Francis' exhortation a radical shift to see grace in imperfection, without fearing moral confusion”. National Catholic Reporter. https://www.ncronline.org/news/vatican/francis-exhortation-radical-shift-see-grace-imperfection-without-fearing-moral. Läst 16 december 2016.
- ”These four cardinals asked Pope Francis to clarify 'Amoris laetitia'”. Catholic News Agency. 14 november 2016. http://www.catholicnewsagency.com/news/these-four-cardinals-asked-pope-francis-to-clarify-amoris-laetitia-43614/. Läst 16 december 2016.